# Rio Onon

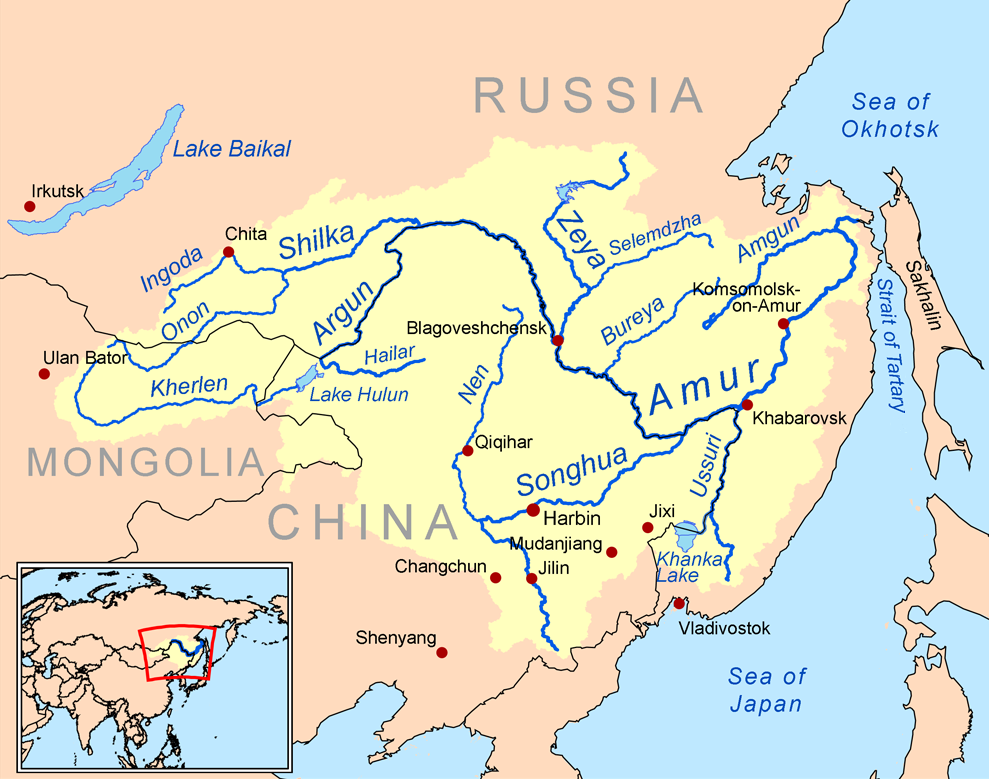
O Rio Onon se junta com o Rio Ingoda para formar o Rio Shilka.

O Onon gol (em mongol:  Онон гол, em russo:  Онон) é um rio na Mongólia e do krai de Zabaykalsky, na Rússia. Tem 818 km de extensão e bacia hidrográfica de 96200 km². Sua nascente é na descida leste das Montanhas Khentii. Ao longo de 298 km o Onon corre na Mongólia. Sua confluência com o rio Ingoda produz o rio Shilka.
O Alto Onon é uma das áreas onde se costuma situar o nascimento e infância de Genghis Khan.
O fluxo Onon—Shilka—Amur constitui um dos dez maiores rios do mundo (818 km + 560 km + 2874 km).